# Саррі (округ, Вірджинія)
Шаблон:StateAbbr_ 37°07′01″ пн. ш. 76°53′18″ зх. д. / 37.11691° пн. ш. 76.88831° зх. д.
Округ  Саррі (англ. Surry County) — округ (графство) у штаті  Вірджинія, США. Ідентифікатор округу 51181.

## Демографія
За даними перепису 2000 року загальне населення округу становило 6829 осіб, усе сільське. Серед мешканців округу чоловіків було 3304, а жінок — 3525. В окрузі було 2619 домогосподарств, 1916 родин, які мешкали в 3294 будинках. Середній розмір родини становив 3,09.
Віковий розподіл населення поданий у таблиці:
| Стать    | До 15 років | 15-21 | 22-29 | 30-39 | 40-49 | 50-65 | 65-85 | Понад 85 |
| -------- | ----------- | ----- | ----- | ----- | ----- | ----- | ----- | -------- |
| Чоловіки | 714         | 293   | 225   | 475   | 567   | 600   | 401   | 29       |
| Жінки    | 707         | 315   | 243   | 525   | 574   | 630   | 469   | 62       |

## Суміжні округи
- Джеймс — північний схід
- Айл-оф-Вайт — південний схід
- Саутгемптон — південь
- Сассекс — південний захід
- Принс-Джордж — захід
- Чарлз — північний захід

## Виноски
1. ↑  U.S. Decennial Census. United States Census Bureau. Процитовано 5 січня 2014.
2. ↑  Historical Census Browser. University of Virginia Library. Архів оригіналу за 11 серпня 2012. Процитовано 5 січня 2014.
3. ↑  Population of Counties by Decennial Census: 1900 to 1990. United States Census Bureau. Процитовано 5 січня 2014.
4. ↑  Census 2000 PHC-T-4. Ranking Tables for Counties: 1990 and 2000 (PDF). United States Census Bureau. Процитовано 5 січня 2014.
5. ↑  State & County QuickFacts. United States Census Bureau. Архів оригіналу за 7 червня 2011. Процитовано 5 січня 2014. [Архівовано 2011-06-07 у Wayback Machine.](англ.) Наведено за англійською вікіпедією.
6. ↑  American FactFinder. Бюро перепису населення США. Архів оригіналу за 26 лютого 2012. Процитовано 31 січня 2008. [Архівовано 2008-05-21 у Wayback Machine.]

| США | Це незавершена стаття з географії США. Ви можете допомогти проєкту, виправивши або дописавши її. |